# Thracia (Tỉnh La Mã)

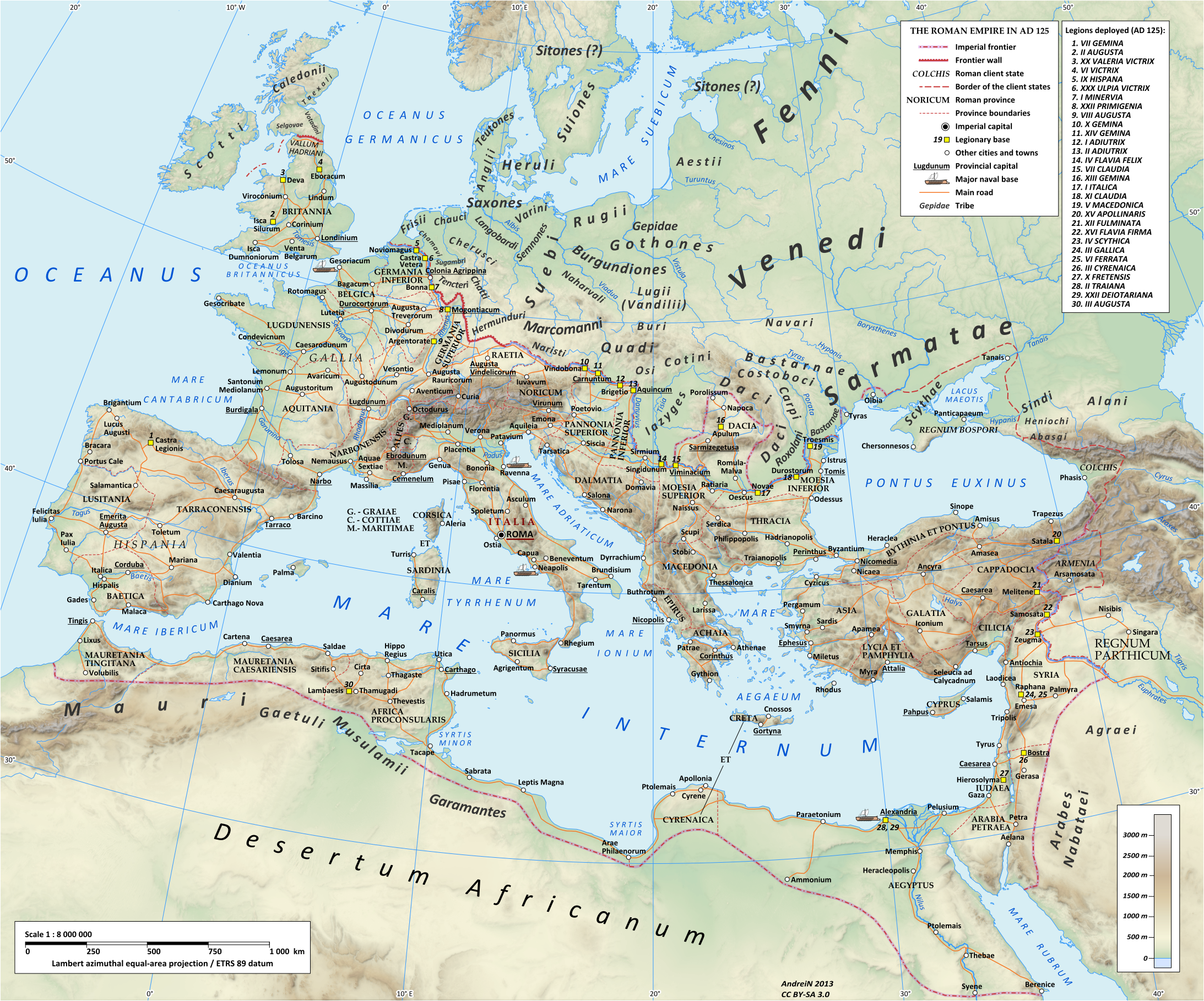
Đế quốc La Mã dưới triều đại Hadrianus (cai trị từ 117-38), cho thấy tỉnh hoàng đế Thracia nằm ở đông nam châu Âu.

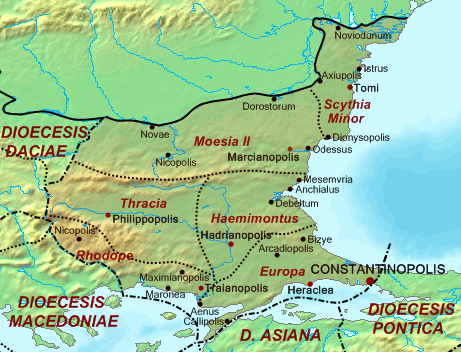
Giáo khu La Mã của Thraciae.

Thracia (tiếng Hy Lạp: Θρᾴκη, Thrakē; một cách chính thức ἐπαρχία Θρᾳκῶν) là tên của một tỉnh thuộc đế quốc La Mã. Nó được thành lập vào năm 46 CN, khi hoàng đế Claudius (trị vì 41-54) ra lệnh sáp nhập vương quốc chư hầu cũ của La Mã là Thrace vào đế quốc.

## Thời kì Nguyên Thủ
Vương quốc Odrysia của Thrace đã trở thành một nhà nước chư hầu của La Mã vào khoảng năm 20 TCN, trong khi các thành bang Hy Lạp nằm trên bờ Biển Đen nằm dưới sự kiểm soát của người La Mã, đầu tiên là civitates foederatae (các thành phố "đồng minh" với quyền tự trị nội bộ). Sau cái chết của vua Thracia Rhoemetalces III vào năm 46 CN và một cuộc nổi dậy chống La Mã không thành công, vương quốc này đã sáp nhập thành tỉnh Thracia của La Mã..
Tỉnh mới không chỉ bao gồm các vùng đất của cựu vương quốc Odrysia, mà còn cả phần phía đông bắc của tỉnh Macedonia cũng như các đảo Thasos, Samothrace và Imbros ở biển Aegean. Ở phía bắc, Thracia giáp với tỉnh hạ Moesia; ban đầu, đường biên giới của tỉnh chạy dọc theo ranh giới phía bắc của dãy núi Haeumus, gồm các thành phố Nicopolis ad Istrum và Marcianopolis ở Thracia, nhưng vào cuối thế kỷ thứ 2 biên giới của nó đã di chuyển về phía nam dọc theo dãy Haemus. Vùng đất Thracian Chersonese (hiện nay là bán đảo Gallipoli) đã được loại trừ khỏi phạm vi hoạt động của viên thống đốc tỉnh này và được cai quản như là một phần trong những lãnh địa cá nhân của hoàng đế. Thủ phủ đầu tiên của tỉnh nơi mà các thống đốc La Mã cư trú, là Heraclea Perinthus. Thracia là một tỉnh của hoàng đế, được đứng đầu bởi một viên kiểm sát trưởng, và khoảng sau năm 107/109, là bởi một legatus Augusti pro praetore. Mặt khác, cơ cấu nội bộ của vương quốc Thracia cũ đã được giữ lại và chỉ dần dần được thay thế bởi các thể chế La Mã. Các bộ lạc cũ dựa trên nền tảng strategiai ("generalcies"), đứng đầu là một strategos ("tướng"), đã được giữ lại là các đơn vị hành chính chính, nhưng một số làng đã được tập hợp lại với nhau thành kōmarchiai hoặc trực thuộc các thành phố lân cận (hai thuộc địa La Mã Colonia Claudia Aprensis và Colonia Flavia Pacis Deueltensium và một số thành phố của người Hy Lạp, khá nhiều trong số đó đã được thành lập bởi Trajan) mà được thiết lập ngoài ra. Vào giữa thế kỷ 1, các strategiai có số lượng là năm mươi, nhưng cùng với tiến trình mở rộng các thành phố và những vùng đất được giao cho các thành phố này đã làm giảm số lượng của họ: vào đầu thế kỷ thứ 2, các strategiai đã giảm xuống còn mười bốn, và khoảng năm 136, chúng đã bị bãi bỏ hoàn toàn.
Vì là một tỉnh nội địa cách xa biên giới của đế quốc, Thrace vẫn hòa bình và thịnh vượng cho đến khi cuộc khủng hoảng của thế kỷ thứ ba xảy ra, khi đó nó đã nhiều lần hứng chịu các cuộc đột kích của người Goth ở phía bên kia sông Danube. Trong các chiến dịch để đương đầu với những kẻ cướp, Hoàng đế Decius (năm 249-251) đã tử tận trong trận Abritus vào năm 251. Thracia đặc biệt đã bị tàn phá nặng nề trong các cuộc tấn công lớn bằng đường biển của người Goth vào năm 268-270, và tới tận năm 271 khi mà Hoàng đế Aurelianus (270-275) đã có thể bảo vệ được các tỉnh Balkan chống lại các cuộc tấn công của người Goth trong những lần sau tiếp sau đó.

## Hậu cổ đại
Dưới những cải cách hành chính của Diocletianus (284-305), lãnh thổ của Thracia được chia thành bốn tỉnh nhỏ: Thracia, Haemimontus, Rhodope và Europa. Tỉnh mới Thracia bao gồm phần phía tây bắc của tỉnh cũ, tức là các thung lũng thượng nguồn của sông Hebrus giữa Haemus và Rhodope và bao gồm Philippopolis, mà đã trở thành thủ phủ của tỉnh trong những năm đầu thế kỷ thứ 3. Nó nằm dưới sự cai quản bởi một thống đốc thuộc hàng ngũ consularis. Bốn tỉnh Thracia, cùng với hai tỉnh hạ Moesia, đã được hợp thành giáo khu Thraciae. Về mặt quân sự, toàn bộ khu vực nằm dưới sự kiểm soát của magister militum per Thracias.